# 布莱尼亚克 (角色)
布莱尼亚克（英語：Brainiac，港台译魔神脑），是美国DC漫画出版的漫畫中登場的一个虚构超級反派。通常作为超人或正义联盟的对手登场。首次登场于1958年出版的《动作漫画》242期。布莱尼亚克通常被描绘为一个外星机器人，具有绿色皮肤的人形生物，头部连结有金属线管。他对超人的故乡氪星（Krypton）的毁灭负有责任。2009年，被IGN评为超级反派第17位。

## 其他媒體
- 《氪星》：由布莱克·瑞特森（英语：Blake Ritson）飾演。